# FIFA 17
FIFA17 — двадцять четверта футбольна відеогра із серії ігор FIFA, видана 27 вересня 2016 року спочатку у Північній Америці, а згодом — і в інших країнах світу. Це перша гра із серії, що використовує рушій Frostbite. 21 липня 2016 року стало відомо, що на обкладинці гри буде німецький гравець «Боруссії (Дортмунд)» та збірної Німеччини Марко Ройс. Демо-версія гри була випущена 13 вересня 2016 року.

## Ігровий процес
На Electronic_Entertainment_Expo_2016 компанія EA Sports анонсувала неймовірну подібність моделей у грі всіх 20 тренерів Прем'єр Ліги Англії. У новій FIFA 17 було обіцяно нові атакувальні техніки, перегляд фізичних показників гравців, «розумний скаут», тощо. Також у FIFA Ultimate Team наявний повноцінний чемпіонат та функціонал зміни складу гравців.

### Ліги
23 червня 2016 року стало відомо, що вперше до гри будуть додані Ліга та Кубок Японії, 4 вересня — 18 провідних бразильських клуби. До того ж, у секторі «Решта світу» додані 5 ліг.
Азія та Океанія:
- A-Ліга (Австралія)
- К-Ліга
- Прем'єр Ліга (Саудівська Аравія)
- Джей-ліга

Америка:
- Прімера Дивізіон (Аргентина)
- Серія A (Бразилія)
- Прімера Дивізіон (Мексика)
- Major League Soccer
- Прімера Дивізіон (Чилі)
- Категорія Прімера A

Європа:
- Бундесліга (Австрія)
- Прем'єр-ліга (Англія)
- Чемпіонат Футбольної ліги
- Перша футбольна ліга (Англія)
- Друга футбольна ліга
- Ліга Жупіле
- Бундесліга (Німеччина)
- Друга Бундесліга
- Суперліга (Данія)
- Ірландський футбольний Прем'єр-дивізіон
- Ла-Ліга
- Сегунда Дивізіон
- Серія A (Італія)
- Серія B
- Ередивізі
- Тіппеліга
- Екстракляса з футболу
- Прімейра-Ліга
- Прем'єр-ліга (Росія)
- Суперліга (Туреччина)
- Ліга 1
- Ліга 2
- Аллсвенскан
- Суперліга (Швейцарія)
- Прем'єр-ліга (Шотландія)

Команди решти світу:
- MLS All Stars (Найкращі футболісти Major League Soccer)
- adidas All-Star
- Classic XXI (Найкращі футболісти XXI ст.)
- "Аваї"
- "Васко да Гама (футбольний клуб)"
- Гояс (футбольний клуб)
- "Жоінвіль"[en]
- Кайзер Чифс (футбольний клуб)
- "Крісіума"
- Олімпіакос (футбольний клуб, Пірей)
- Орландо Пайретс
- Панатінаїкос (футбольний клуб)
- ПАОК (футбольний клуб)
- ГІК (футбольний клуб)
- Шахтар (Донецьк)

### Режим «Історія»
У FIFA 17 є новий режим — «Історія», де гравець виступає у ролі Алекса Гантера, 17-річного футболіста, що намагається пробитися якнайдалі в Прем'єр Лізі. Дідусь підлітка з Клепхему — провідний англійський нападник Джим Хантер(20 забитих м'ячі в сезоні 1966-67 років). Він допомагає своєму онукові досягти успіху.

## Обличчя гри
На місце офіційного представника FIFA 17 претендували Марко Ройс, Еден Азар, Хамес Родрігес та Антоні Марсіаль. Після всесвітнього голосування, яке організувала компанія EA Sports, Марко Ройс переміг.